# Stuck Inside of Mobile with the Memphis Blues Again
Stuck Inside of Mobile with the Memphis Blues Again är en låt skriven och lanserad av Bob Dylan. Den släpptes på albumet Blonde on Blonde 1966. Studioversion släpptes aldrig som singel, men den togs med på samlingsalbumet Bob Dylan's Greatest Hits, Vol. 2 1971. 1976 togs låten med på livealbumet Hard Rain och denna version släpptes som singel samma år med "Rita May" som b-sida. Singeln nådde inte listplacering i USA. En mycket snabbare och tidigare inspelad version av låten finns tillgänglig på albumet The Bootleg Series Vol. 7: No Direction Home: The Soundtrack, lanserat 2005.
Ett stort antal inspelningar av låten gjordes, och till slut valde Dylan att officiellt använda den tjugonde och sista inspelningen av låten som gjordes. Låten som är sju minuter lång har totalt nio verser och texten är mycket surrealistisk. Den innehåller ett stort persongalleri och beskriver ett antal märkliga händelser som berättaren råkar ut för.
Låten finns med i filmen Fear and Loathing in Las Vegas, och nämns även i boken av Hunter S. Thompson som filmen är baserad på.